# Georgina Pope

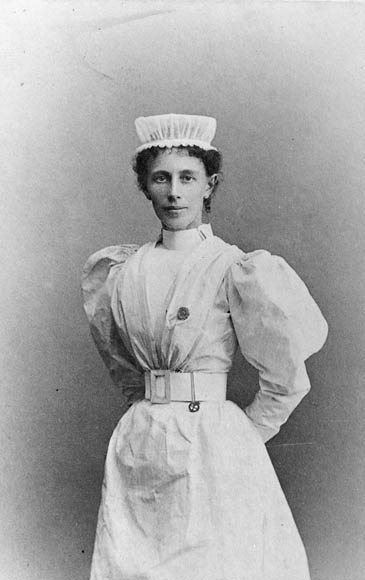
Georgina Pope.

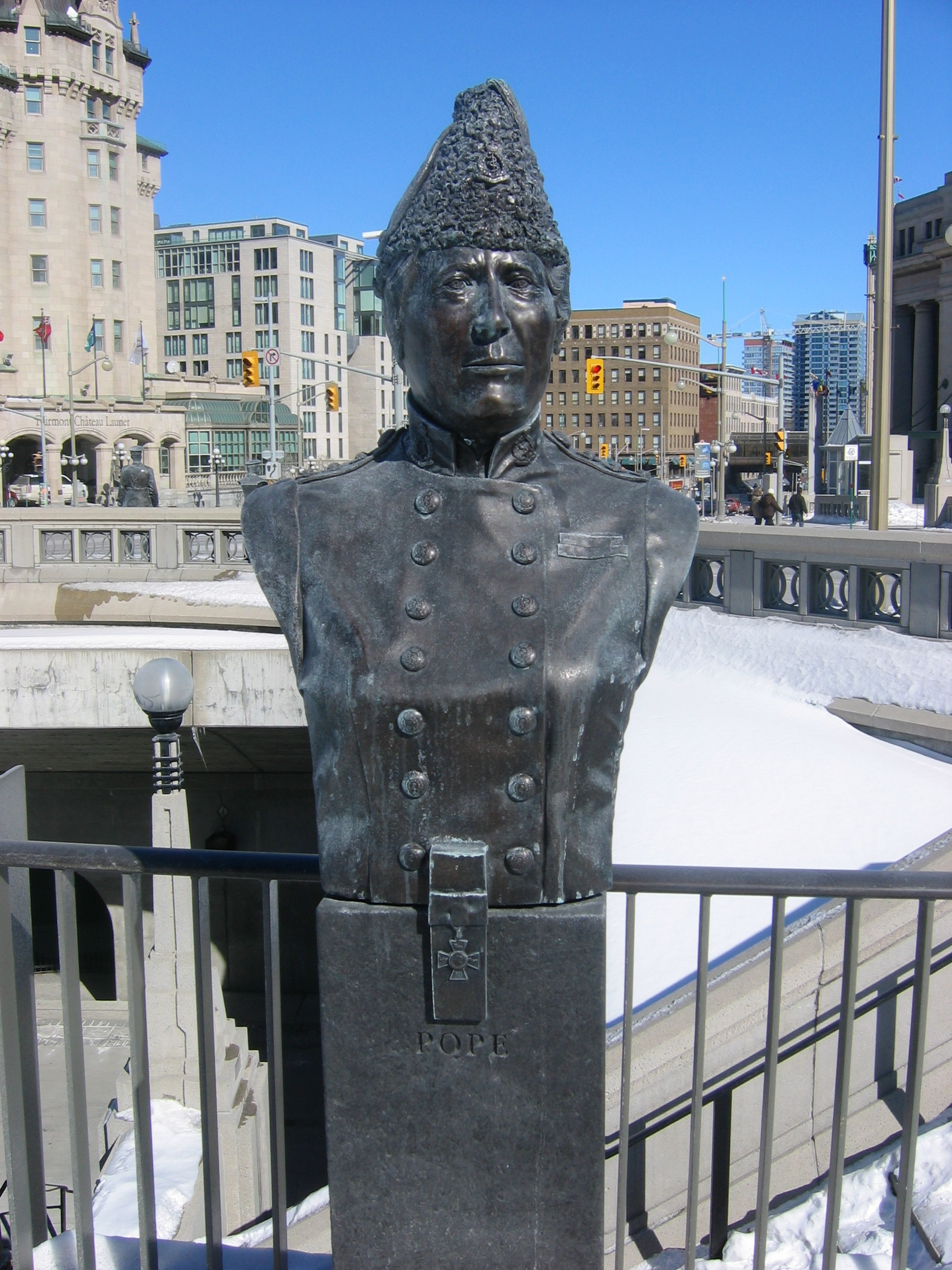
Bysten av Georgina Pope vid Hjältemonumentet i Ottawa.

Cecily Jane Georgina Fane Pope, född 1862 i Charlottetown i Prince Edward Island, död 6 juni 1938 i Charlottetown i Prince Edward Island , var en kanadensisk sjuksköterska som deltog i andra boerkriget och första världskriget. Den kanadensiska armén var först i världen med att se sjuksköterskor som kombattanter och en sjuksköterska fick därmed samma rang som löjtnant. Då Pope var 55 år begav hon sig till västfronten i Belgien där hon 1917 sattes i tjänst under slaget vid Ypres, ett slagfält där mer än en miljon soldater kom att skadas eller dö. Pope återvände till Kanada år 1918. 
Georgina Pope är en av två kvinnor som omnämns på hjältemonumentet i Ottawa.
Tillsammans med sjuksköterskorna Deborah Hurcomb och Sarah Forbes emottog hon en medalj ur hertigen av Yorks hand, senare kung Georg V av Storbritannien.

## Priser och utmärkelser
Georgina Pope är den första kanadensiska som tilldelats Royal Red Cross. Hon tilldelades 1902 Royal Red Cross för sina framstående insatser under andra boerkriget.
| Royal Red Cross |